# بادهای چهلگان

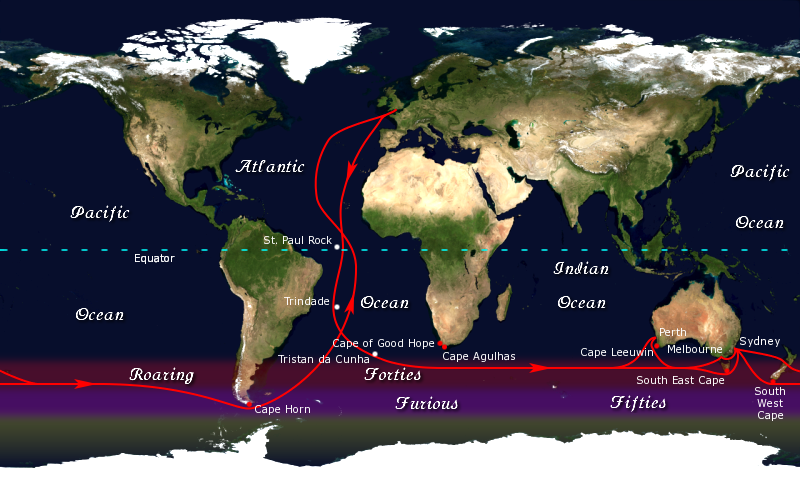
مسیر کلیپر که در این نقشه دیده می‌شود به گونه‌ای شکل گرفته بود که کشتی‌هایی که از اروپا راهی استرالیا بودند بتوانند بیشترین استفاده را از بادهای چهلگان بکنند.

بادهای چهلگان یا چهلی‌های زوزه‌کش (Roaring Forties) بادهای تندی هستند که بین عرض‌های جغرافیایی ۴۰ و ۵۰ درجه جنوبی زمین می‌وزند. در این عرض‌ها در نیم‌کره جنوبی از آنجا که خشکی کمی وجود دارد تا مانع سرعت گرفتن بادها شود تندی وزش بادها زیاد است.
این بادهای تند کمک زیادی برای کشتی‌هایی بودند که در عصر دریانوردی از اروپا راهی اندونزی یا استرالیا می‌شدند. امروزه نیز قایق‌های بادبانی منطقه و قایق‌رانانی که قصد دور زدن کره زمین را دارند از بادهای چهلگان کمک زیادی می‌گیرند.

## شکل‌گیری
بین عرض‌های ۳۵ و ۶۰ درجه شمالی و جنوبی کمربند بادهای غربی غالب وجود دارد. این بادها در نیم‌کره شمالی از جهت جنوب غربی و در نیم‌کره جنوبی از جهت شمال غربی می‌وزند.
در نیم‌کره شمالی، توده‌های خشکی، بادهای غرب‌وزان را قطع می‌کند اما، در نیم‌کره جنوبی بین عرض‌های جغرافیایی یادشده، کمربند پیوسته‌ای از اقیانوس‌ها وجود دارد. در اینجا بادهای غربی نیرو و پایداری بسیار زیادی کسب می‌کنند. شرایطی مشابه اما شدیدتر از عرض ۴۰ درجه جنوبی در درجات جنوبی‌تر حاکم است و دریانوردان در اصطلاحات عامیانه خود این عرض‌ها را به ترتیب چهلی‌های زوزه‌کش، پنجاهی‌های خشمگین Furious fifties و شصتی‌های جیغ‌کش Screaming Sixties می‌نامند.